# Lijst van nummer 1-hits in de Kink 40 in 2009
Deze hits stonden in 2009 op nummer 1 in de Kink 40:
| Datum        | Artiest             | Titel                                        |
| ------------ | ------------------- | -------------------------------------------- |
| 9 januari    | Coldplay            | Lost!                                        |
| 16 januari   | Coldplay            | Lost!                                        |
| 23 januari   | De Staat            | The Fantastic Journey of the Underground Man |
| 29 januari   | De Staat            | The Fantastic Journey of the Underground Man |
| 5 februari   | White Lies          | Death                                        |
| 13 februari  | White Lies          | Death                                        |
| 19 februari  | White Lies          | Death                                        |
| 27 februari  | The Gaslight Anthem | Old White Lincoln                            |
| 5 maart      | Coldplay            | Life in Technicolor II                       |
| 13 maart     | The Rifles          | Fall to Sorrow                               |
| 20 maart     | Oasis               | Falling Down                                 |
| 27 maart     | Oasis               | Falling Down                                 |
| 3 april      | Oasis               | Falling Down                                 |
| 10 april     | Bell X1             | The Great Defector                           |
| 17 april     | Franz Ferdinand     | No You Girls                                 |
| 24 april     | Franz Ferdinand     | No You Girls                                 |
| 1 mei        | Mando Diao          | Dance With Somebody                          |
| 8 mei        | Mando Diao          | Dance With Somebody                          |
| 15 mei       | Mando Diao          | Dance With Somebody                          |
| 22 mei       | Green Day           | Know Your Enemy                              |
| 29 mei       | Anne Soldaat        | Teenage View                                 |
| 5 juni       | Placebo             | For What It's Worth                          |
| 12 juni      | Placebo             | For What It's Worth                          |
| 19 juni      | Placebo             | For What It's Worth                          |
| 25 juni      | Gossip              | Heavy Cross                                  |
| 3 juli       | Linkin Park         | New Divide                                   |
| 10 juli      | Linkin Park         | New Divide                                   |
| 17 juli      | Linkin Park         | New Divide                                   |
| 24 juli      | Kings of Leon       | Notion                                       |
| 31 juli      | Kings of Leon       | Notion                                       |
| 7 augustus   | Kings of Leon       | Notion                                       |
| 14 augustus  | Arctic Monkeys      | Crying Lightning                             |
| 21 augustus  | Arctic Monkeys      | Crying Lightning                             |
| 28 augustus  | Arctic Monkeys      | Crying Lightning                             |
| 4 september  | Arctic Monkeys      | Crying Lightning                             |
| 11 september | Arctic Monkeys      | Crying Lightning                             |
| 18 september | Muse                | Uprising                                     |
| 25 september | Muse                | Uprising                                     |
| 9 oktober    | Muse                | Uprising                                     |
| 16 oktober   | Editors             | Papillon                                     |
| 23 oktober   | Editors             | Papillon                                     |
| 30 oktober   | Editors             | Papillon                                     |
| 6 november   | Editors             | Papillon                                     |
| 13 november  | Foo Fighters        | Wheels                                       |
| 20 november  | Foo Fighters        | Wheels                                       |
| 27 november  | Muse                | Undisclosed Desires                          |
| 4 december   | Muse                | Undisclosed Desires                          |
| 11 december  | Muse                | Undisclosed Desires                          |
| 18 december  | Muse                | Undisclosed Desires                          |

- Nederland (Top 40)
- Nederland (Single Top 100)
- Nederland (3FM Mega Top 50)
- Nederland (Kink 40)
- Nederland (DVD Top 30)
- Vlaanderen (Radio 2 Top 30)
- Vlaanderen (Ultratop 50)
- Vlaanderen (Top 30 van Ultratop)
- Vlaanderen (De Afrekening)
- Wallonië
- Australië
- Canada
- Denemarken
- Duitsland
- Frankrijk
- Ierland
- Italië
- Luxemburg
- Nieuw-Zeeland
- Noorwegen
- Oostenrijk
- Spanje
- Verenigd Koninkrijk
- Verenigde Staten (Hot 100)
- Zweden
- Zwitserland